# Xã Franklin, Quận Marion, Iowa
Xã Franklin (tiếng Anh: Franklin Township) là một xã thuộc quận Marion, tiểu bang Iowa, Hoa Kỳ. Năm 2010, dân số của xã này là 320 người.